# Mecosaspis indigo
Mecosaspis indigo är en skalbaggsart som beskrevs av Duffy 1952. Mecosaspis indigo ingår i släktet Mecosaspis och familjen långhorningar. Inga underarter finns listade i Catalogue of Life.